# Municipio 7 Pocket
El municipio 7 Pocket (en inglés: Township 7, Pocket) es un municipio ubicado en el  condado de Lee en el estado estadounidense de Carolina del Norte. En el año 2010 tenía una población de 5.029 habitantes.

## Geografía
El municipio 7 Pocket se encuentra ubicado en las coordenadas 35°28′28.72″N 79°17′36.83″O / 35.4746444, -79.2935639.